# Why (canción de Sabrina Carpenter)
«Why» es una canción de la cantante estadounidense Sabrina Carpenter incluida en la edición japonesa de Singular: Act I (2018). La canción fue escrita por Carpenter, Brett McLaughlin y su productor Jonas Jeberg. Se estrenó el 7 de julio de 2017 a través de Hollywood Records. La canción alcanzó el número veintiuno en el Billboard Bubbling Under Hot 100, marcando el segundo sencillo de Carpenter en la lista Billboard y fue certificado con disco platino en Estados Unidos (RIAA).

## Antecedentes
Ella le dijo a la revista Billboard que la canción "sucedió muy rápido". "Comenzamos con la primera línea de la canción: 'Te gusta la ciudad de Nueva York durante el día; a mí me gusta la ciudad de Nueva York durante la noche', y a partir de ahí, la canción se escribió a sí misma. Es básicamente [sobre] estas diferencias que todos tenemos, que nos mantienen diferentes el uno del otro pero al mismo tiempo nos unen... Me gusta decir que es muy conversacional, que algunas de mis otras canciones no han sido así".

## Composición
«Why» es un tema electropop y una canción pop oscura impulsada por un sintetizador de dos minutos y cincuenta y un segundos. Según la partitura publicada en Musicnotes.com, la canción está compuesta en el compás del tiempo común con una tasa moderada de 90 latidos por minuto. Está escrito en la clave de B menor y sigue la progresión de acordes de G2-Em7-Bm7-A. El rango vocal de Sabrina se extiende desde la nota baja A3 hasta la nota alta de B4, dando a la canción casi una octava de rango. 

## Recepción crítica
Jason Lipshutz de la revista Billboard, escribió que el sencillo es "extremadamente agradable y muy prometedor" y "el primer paso en un crossover inevitable", y que "encuentra a Carpenter jugando un juego de los opuestos se atraen con su novio y suenan más estables en su entrega vocal". Katrina Rees de CelebMix piensa que la canción "experimenta con un sonido electro-pop", y que la "distintiva" voz "de Carpenter se desliza sin esfuerzo sobre el pulido ritmo". Llamó a la canción "puro pop de pop oscuro" e "hipnótico", y muestra que "Carpenter está más que lista para ser tomada en serio" y "un nuevo lado de la estrella de 18 años". Brandon Yu de SFGate consideró la canción como "una melodía electro-pop pegadiza", y que "suena como un elemento básico de radio de verano infalible". Mike Wass de Idolator se refirió a la canción como "una de las canciones pop más pegadizas del año a principios de julio".

## Vídeo musical
El 16 de julio de 2017, lanzó un adelanto del video musical en las redes sociales, que muestra al actor estadounidense Casey Cott y a ella misma en una ciudad, con Carpenter sosteniendo una cámara. La fecha de lanzamiento del video se reveló en el pie de foto. El 19 de julio de 2017, publicó una recopilación del video musical que la muestra en un restaurante y en las calles de una ciudad. El mismo día, el video se estrenó en Vevo y YouTube y el detrás de escena del video musical se estrenó el 9 de septiembre de 2017 en la cuenta personal de Sabrina. El video musical fue filmado el 20 de junio de 2017 en la ciudad de Nueva York por Jay Martin y explora el tema de la atracción de los opuestos, mostrando a Carpenter y Cott manteniendo su relación a pesar de ser polos opuestos. El 21 de julio de 2017, Carpenter reveló en Twitter que el video estaba inspirado en "muchas películas", por lo que fue filmado "muy cinematográficamente".

## Presentaciones en vivo
La canción se estrenó en el primer programa de The De-Tour. El 21 de agosto de 2017 Carpenter interpretó la canción en Live with Kelly and Ryan. El 24 de octubre de 2017, Carpenter interpretó la canción en The Tonight Show Starring Jimmy Fallon. Carpenter interpretó la canción en varios shows en Jingle Ball 2017. También interpretó la canción en la serie de conciertos de verano de Good Morning America.

## Posicionamiento en listas
| Listas (2017)                             | Mejor posición |
| ----------------------------------------- | -------------- |
| Eslovaquia (Singles Digitál Top 100)      | 85             |
| Estados Unidos (Bubbling Under Hot 100)   | 21             |
| Estados Unidos (Mainstream Top 40)        | 27             |
| Nueva Zelanda Heatseekers (RMNZ)          | 8              |
| República Checa (Singles Digitál Top 100) | 92             |

## Certificaciones
| País (organismo certificador) | Certificación | Unidades certificadas |
| ----------------------------- | ------------- | --------------------- |
| Estados Unidos (RIAA)         | Oro           | 500 000               |

## Historial de lanzamiento
| País           | Fecha              | Formato                     | Discográfica      | Ref   |
| -------------- | ------------------ | --------------------------- | ----------------- | ----- |
| Estados Unidos | 7 de julio de 2017 | Descarga digital, Streaming | Hollywood Records | [ 1 ] |